# Municipalità locale di Mandeni
Mandeni è una municipalità locale (in inglese Mandeni Local Municipality) appartenente alla municipalità distrettuale di iLembe della provincia di KwaZulu-Natal in Sudafrica. 
In base al censimento del 2001 la sua popolazione è di 128.669 abitanti.
La sede amministrativa e legislativa è la città di Mandeni e il suo territorio si estende su una superficie di 582 km² ed è suddiviso in 16 circoscrizioni elettorali (wards). Il suo codice di distretto è KZN291.
Questa municipalità locale è anche chiamata eNdondakusuka

## Geografia fisica

### Confini
La municipalità locale di Mandeni confina a nord con quella di Umlalazi (UThungulu), a est con l'Oceano Indiano e a sud e a ovest con quella di KwaDukuza.

### Città e comuni
- Amatikulu
- Hlomendini
- Isithebe
- Macambini
- Mandeni
- Mandini
- Mathonsi
- Newark
- Nyoni
- Ntunzini
- Sikhonyane
- Sundumbili
- Tugela
- Tugela Mouth
- Umlalazi Nature Reserve

### Fiumi
- Matigulu
- Nembe
- Tugela